# Pseudopsallus atriseta
Pseudopsallus atriseta är en insektsart som först beskrevs av Van Duzee 1916.  Pseudopsallus atriseta ingår i släktet Pseudopsallus och familjen ängsskinnbaggar. Inga underarter finns listade i Catalogue of Life.